# Bitoma villosa
Bitoma villosa là một loài bọ cánh cứng trong họ Zopheridae. Loài này được Lea miêu tả khoa học năm 1910.